# Шестерённая гидромашина

Конструкция шестерённого насоса или гидродвигателя с внешним зацеплением шестерён

Шестерённая (шестерёнчатая, зубчатая) гидромаши́на — один из видов объёмных гидравлических машин, часто используется в качестве насоса для перекачивания и нагнетания под давлением вязких жидкостей, таких как моторное, компрессорное или турбинное масло. 
Так же как и другие виды объёмных роторных гидромашин эта машина принципиально может работать как в режиме насоса, так и в режиме гидромотора. Гидравлические моторы с зубчатой передачей преобразуют гидравлический поток и давление в угловое перемещение и момент с помощью вала. В том случае, если к валу гидромашины прикладывается вращательный момент, то машина работает в режиме насоса. Если на вход гидромашины подаётся под давлением рабочая жидкость, то с вала снимается вращающий момент, и машина работает в режиме гидромотора.

## Виды конструкций
Шестерённые гидромашины выпускаются с внешним и внутренним зацеплением (одним из вариантов последней является героторная гидромашина со специальным трохоидальным зацеплением). Гидромашины с внутренним зацеплением более компактны, но из-за сложности изготовления применяются редко. Иногда для снижения шумности и неравномерности подачи применяют шестерни с косыми зубьями.
В некоторых случаях для облегчения входа перекачиваемой среды (расплав полимера) входной патрубок имеет размеры (эквивалентный диаметр) соизмеримые с размером шестерён.

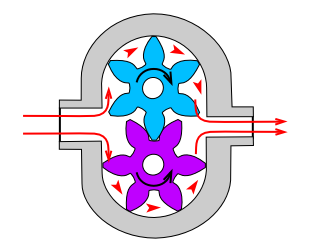
Шестерённая гидромашина с внешним зацеплением
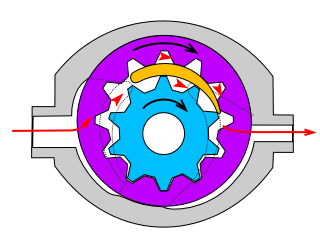
Шестерённая гидромашина с внутренним зацеплением
Героторная гидромашина (с внутренним зацеплением без серповидного элемента)
В этом насосе с внутренним зацеплением жидкость перемещается слева направо

## Принцип действия

Принцип действия шестерённой гидромашины с внешним зацеплением шестерён

Шестерённый насос с внешним зацеплением работает следующим образом. Ведущая шестерня находится в постоянном зацеплении с ведомой и приводит её во вращательное движение. При вращении шестерён насоса в противоположные стороны в полости всасывания зубья, выходя из зацепления, образуют разрежение (вакуум). За счёт этого из гидробака в полость всасывания поступает рабочая жидкость, которая, заполняя впадины между зубьями обеих шестерён, перемещается зубьями вдоль цилиндрических стенок колодцев в корпусе и переносится из полости всасывания в полость нагнетания, где зубья шестерён, входя в зацепление, выталкивают жидкость из впадин в нагнетательный трубопровод. При этом между зубьями образуется плотный контакт, вследствие чего обратный перенос жидкости из полости нагнетания в полость всасывания ничтожен. Смазка движущихся элементов насоса производится перекачиваемой жидкостью (масло, расплав полимера и др.), для поступления смазывающей жидкости к зонам трения конструкцией насоса предусматриваются специальные каналы в корпусных деталях насоса.

## Рабочий объём
Рабочий объём шестерённой гидромашины с внешним зацеплением может быть определён по формуле:
{\displaystyle q_{0}=2\pi \cdot m^{2}\cdot b\cdot z,}
где {\displaystyle m} — модуль зубчатого зацепления;
{\displaystyle b} — ширина шестерни;
{\displaystyle z} — число зубьев шестерённой гидромашины, под которым понимается число зубьев на одной шестерне.

## Запертые объёмы

Пояснение понятия «запертый объём» в шестерённых гидромашинах с внешним зацеплением: красным и голубым цветом указаны запертые объёмы

Одной из технических проблем в шестерённых гидромашинах является проблема запертых объёмов, которые являются нежелательными. Вследствие малой сжимаемости жидкости, возникновение запертых объёмов в процессе работы гидромашины, если не предусмотреть меры борьбы с ними, может привести к возникновению большого момента на валу. Для борьбы с ними выполняют специальные канавки в корпусе или крышке, по которым жидкость из запертых объёмов уходит либо в полость высокого давления, либо в полость низкого давления.

## Область применения
Данный вид машин широко используется в системах объёмного гидропривода, в системах смазки и др. Например, гидропривод бульдозеров на базе тракторов Т-100, Т-130 и Т-180 имеет силовой шестерённый насос НШ-100.
Шестерённые насосы применяются для получения давлений до 30 МПа (при использовании очень чистой жидкости и высокой современной точности изготовления).
Героторные насосы применяют для подачи цементной и бетонной смеси от бетономешалки до места заливки. Кроме того, героторные гидромашины используют в качестве центрального звена в некоторых дифференциалах с повышенным внутренним сопротивлением.
В ряде случаев требуется синхронная подача перекачиваемой (перекачиваемых) жидкости к разным точкам потребления — в этих случаях целесообразно применение многопоточных насосов с единым приводом. Преимущество состоит в том, что подачи могут быть только одновременными. Конструкция с применением многопоточных насосов получается компактнее, проще и легче.

## Преимущества
- широкий диапазон вязкости среды;
- простота конструкции;
- высокая надёжность в сравнении, например, с аксиально-плунжерными гидромашинами;
- низкая стоимость;
- способность работать при высокой частоте вращения;
- простота реализации реверса для зубчатых насосов (достаточно смены направления вращения ведущей шестерни);
- высокая надежность при работе например с расплавами полимеров.

## Недостатки
- нерегулируемость рабочего объёма;
- неспособность работать при очень высоких давлениях, либо высокие требования к материалам и изготовлению деталей насоса;
- в сравнении с пластинчатыми гидромашинами — бо́льшая неравномерность подачи;
- высокое требование к точности изготовления шестерен и пластин, образующих корпус;
- двукратное изменение направления движения жидкости в насосе, что снижает КПД.

## Маркировка шестерённых гидромашин
Маркировка отечественных шестерённых насосов устанавливается в соответствии с «ГОСТ 19027-89 НАСОСЫ ШЕСТЕРЁННЫЕ. Основные параметры».

## Основные технические характеристики
- Рабочий объём, см³.
- Номинальная частота вращения, с‾¹.
- Номинальная подача, л/мин.
- Давление на выходе, номинальное и максимальное, МПа.
- Коэффициент подачи, не менее, в долях.
- Коэффициент полезного действия, не менее, в долях.
- Номинальная мощность, кВт, не более.
- Масса, кг.